# Igreja de São Miguel de Murato

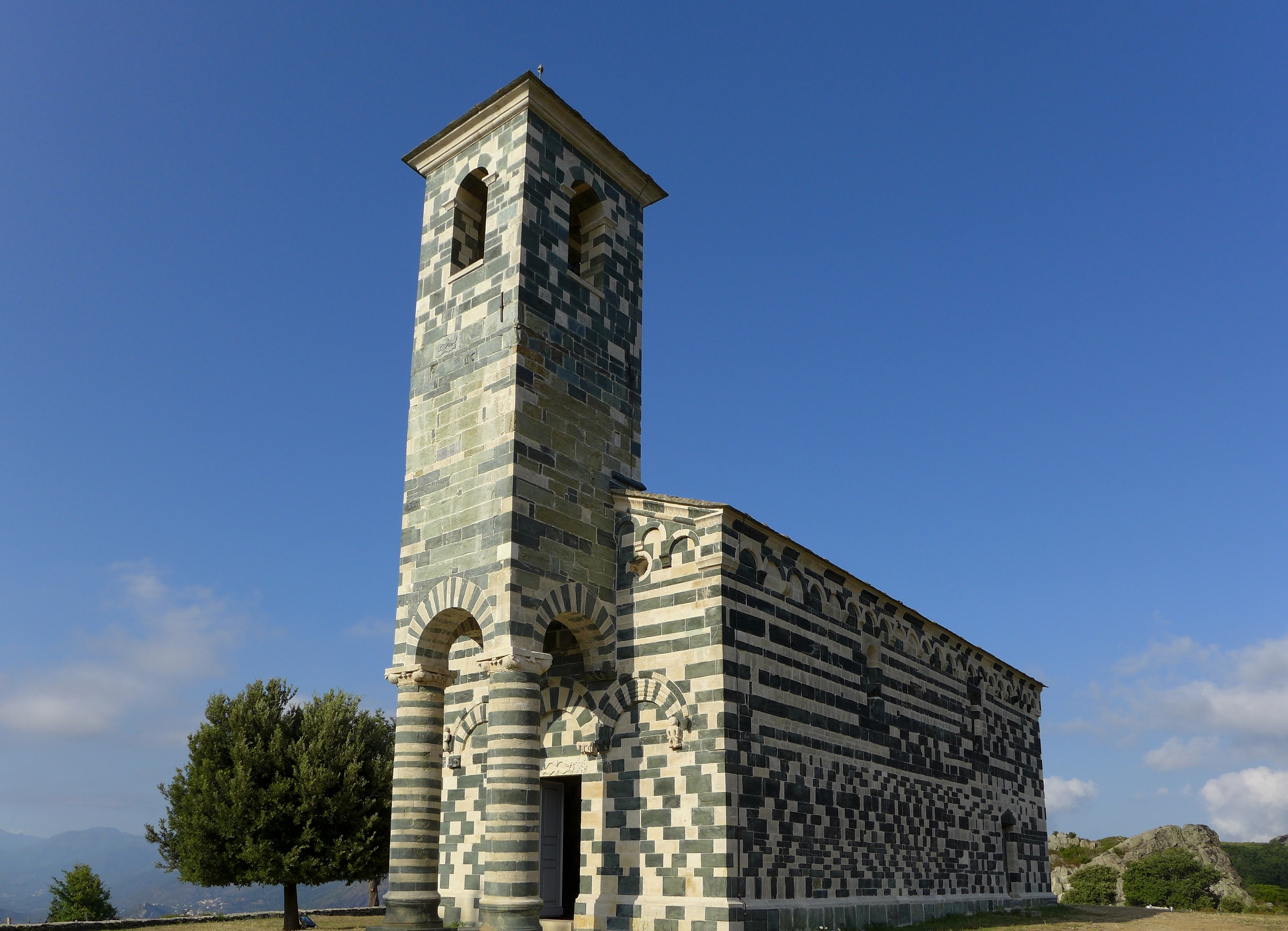
Igreja de São Miguel de Murato

Igreja de São Miguel de Murato (em corso:  San Michele di Muratu, em francês:  Saint-Michel de Murato) é uma igreja em Murato, Haute-Corse, Córsega. O edifício foi classificado como Monumento Histórico em 1840.